# Vrouwgeestmolen
De Vrouwgeestmolen in Alphen aan den Rijn is een in 1797 gebouwde achtkantige houten poldermolen die tot 1968 de polder Vrouwgeest heeft bemalen. Tot 1970 was de Vrouwgeestmolen eigendom van de polder, daarna is hij verkocht aan de Rijnlandse Molenstichting. De molen bemaalt nu op vrijwillige basis de polder Vrouwgeest.